# Scrupocellaria micheli
Scrupocellaria micheli är en mossdjursart som beskrevs av Ernst Marcus 1955. Scrupocellaria micheli ingår i släktet Scrupocellaria och familjen Candidae. Inga underarter finns listade i Catalogue of Life.